# 舞廳
舞厅（英語：Dance hall）广义上一般指跳舞的大厅，但通常指二十世纪的一种特定场所即舞蹈俱乐部（也称夜店），该娱乐场所在本世纪末变得越来越流行。舞蹈宫（Palais de danse）是指英国和英联邦国家专门建造的舞厅，在第一次世界大战后开始流行。

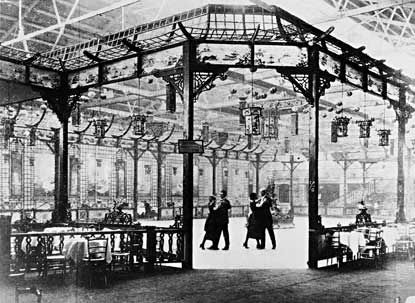
1919年左右，伦敦哈默史密斯舞蹈宫的舞池

## 台灣
依照中華民國經濟部營業項目代碼表的定義，舞廳係指提供場所，備有舞伴、供不特定人群跳舞之營利事業。舞廳與舞場、酒家、酒吧、茶室、旅館、餐廳、百貨公司、電影院、保齡球場、遊樂場、撞球間、電動玩具業、夜總會、歌廳、特種咖啡廳、理髮廳、KTV、MTV、浴室業等行業同屬八大行業之一  。
舞廳的舞伴或陪侍又稱為舞小姐，多半陪跳社交舞。目前多半為計時收費。
然而這種娛樂形式僅流行於80年代之前，如今已式微。80年代在台灣開始流行「地下舞廳」（無陪侍，單純為DJ播放當下流行舞曲，供不特定人群跳舞），「舞廳」一詞的意義逐漸被替換。雖少數有陪侍的「舞廳」仍在營業，目前於台灣使用「舞廳」一詞，其實常是指夜店或法規定義的「舞場」，而少有人聯想到「陪侍」。

## 香港
香港的舞廳泛指以跳舞為主的娛樂場所，部份會有人駐場伴舞。流行於1960至1970年代。2000年以来，大陆的舞厅更多开始带有陪侍性质。在成都、重庆、西安、昆明、长春等城市，舞厅中有专门陪男客跳舞的舞女，每曲舞收费5-20元，称为“砂舞“、“黑灯舞“或者“摸摸舞“。民间戏称其为：脸挨脸，肚贴肚，半个小时挪一步，跳完打湿裤，跳时美若天仙，细看脸上斑点密布，开灯再看像吕布。